# کاستریوت ایمری
کاستریوت ایمری زادهٔ (۲۷ ژوئن ۲۰۰۰) یک بازیکن فوتبال اهل سوئیس است که برای باشگاه ورزشی یانگ بویز به عنوان هافبک در سوپر لیگ فوتبال سوئیس بازی می کند.